# Rodrigo Gauna
Rodrigo Esteban Gauna Lofiego (Mercedes, Argentina, 15 de noviembre de 1975) es un exfutbolista argentino.

## Clubes[1]
| Club                  | País      | Año       |
| --------------------- | --------- | --------- |
| Vélez Sarsfield       | Argentina | 1992      |
| Argentinos Juniors    | Argentina | 1993-1994 |
| Belgrano              | Argentina | 1995-1996 |
| FerroCarril Oeste     | Argentina | 1997      |
| Deportes Tolima       | Colombia  | 1997      |
| SK Rapid Viena        | Austria   | 1998      |
| Club Olimpia          | Paraguay  | 1999-2000 |
| La Equidad            | Colombia  | 2000      |
| Real Potosí           | Bolivia   | 2001      |
| Querétaro Fútbol Club | México    | 2002-2003 |
| Inter Turku           | Finlandia | 2003-2005 |
| Goiás                 | Brasil    | 2005      |
| Oriente Petrolero     | Bolivia   | 2006      |
| Shanghái Shenhua      | China     | 2007-2009 |
| Envigado F. C.        | Colombia  | 2010-2011 |
| San José              | Bolivia   | 2012-2013 |